# Pre/trans-misverstand
Het pre/trans-misverstand, (Engels: pre/trans fallacy), is het fenomeen dat een wetenschapper – tijdens zijn empirisch onderzoek – de parameters van de analyse verwart tussen de pre-X en post-X. Dit omdat deze beide (non-X) afwijken van het duidelijk gedefinieerde X, wat meestal de gangbare situatie omschrijft. Deze beiden dragen eigenschappen die overkomen als hetzelfde, alleen is de bron hiervan anders. En daarmee is het misverstand geboren.
Als voorbeeld van dit misverstand vermeldt de filosoof Ken Wilber de studentenopstanden tegen de Amerikaanse oorlog tegen Vietnam op de campus van Berkeley. Omdat de studenten in opstand komen tegen de gevestigde macht, maakt het dat ze non-conventioneel gedrag vertonen. De studenten beweerden dat ze handelden vanuit universele morele principes, namelijk: "De oorlog in Vietnam schendt de universele mensenrechten, en daarom – als moraal wezen weiger ik te vechten in deze oorlog". Wilber wijst op het feit dat maar een klein deel ook werkelijk vanuit postconventionele morele principes handelt. De meerderheid is gedreven door de preconventionele egocentriek: "Niemand vertelt me wat te doen! Rot op en neem die oorlog van je met je mee."
Wilber omschrijft de psychologische ontwikkeling beginnend met voor-persoonlijk (pre-personal), door de verschillende niveaus van persoonlijke ontwikkeling tot en met het voorbij-persoonlijke (transpersonal). Dit als uitbreiding op de gangbare ontwikkelingspsychologie. Hij sneed dit probleem aan omdat in de gebruikelijke 'spiritualiteit voorbij/boven het psychologische' model het mogelijk maakt om uitingen van spiritualiteit die voor-persoonlijk zijn, kunnen worden verward met voorbij-persoonlijke spirituele uitingen. Dan wel doordat het ene wordt overschat, of juist onderschat.